# Zoom H4n

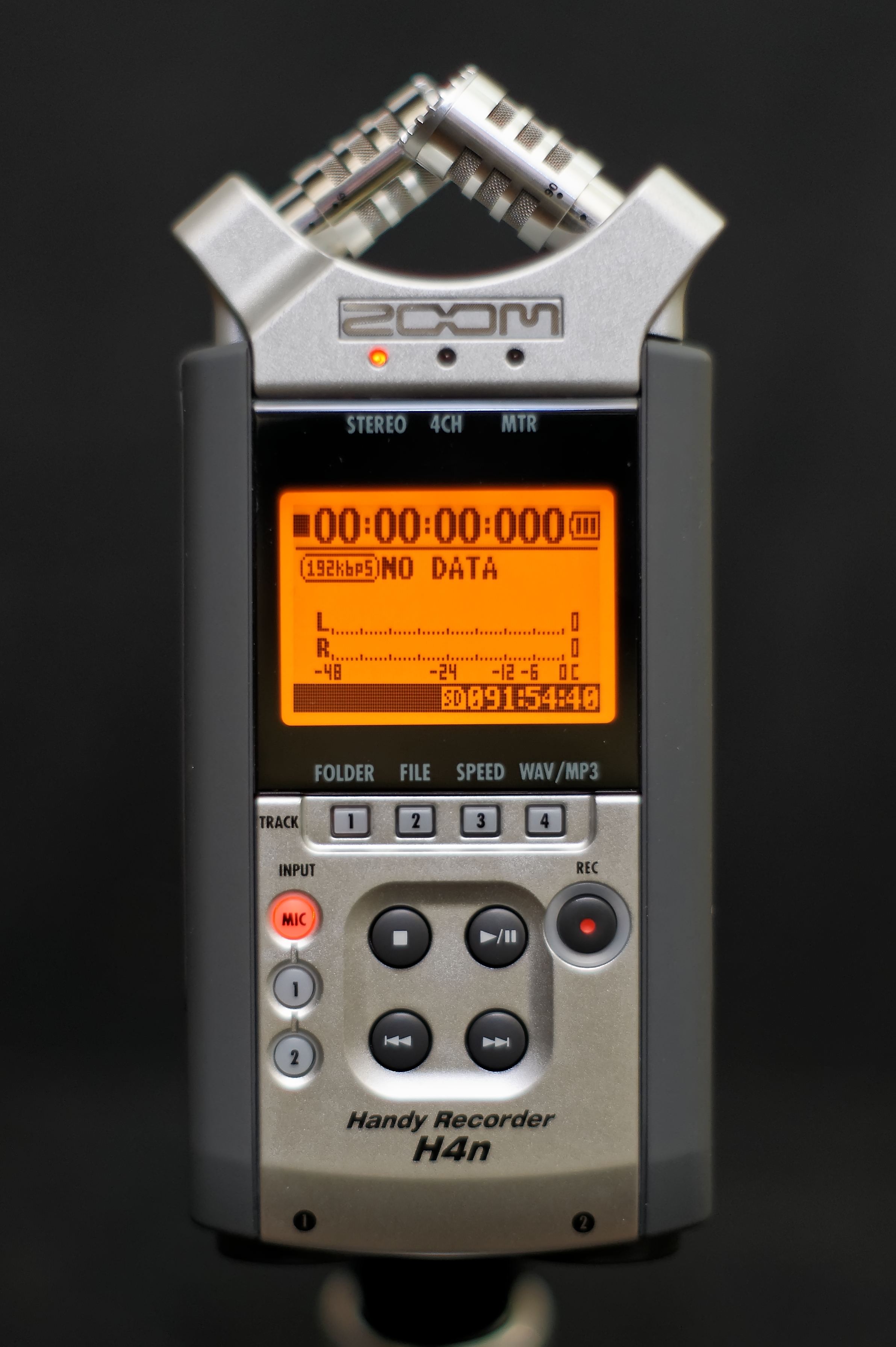
Zoom H4n

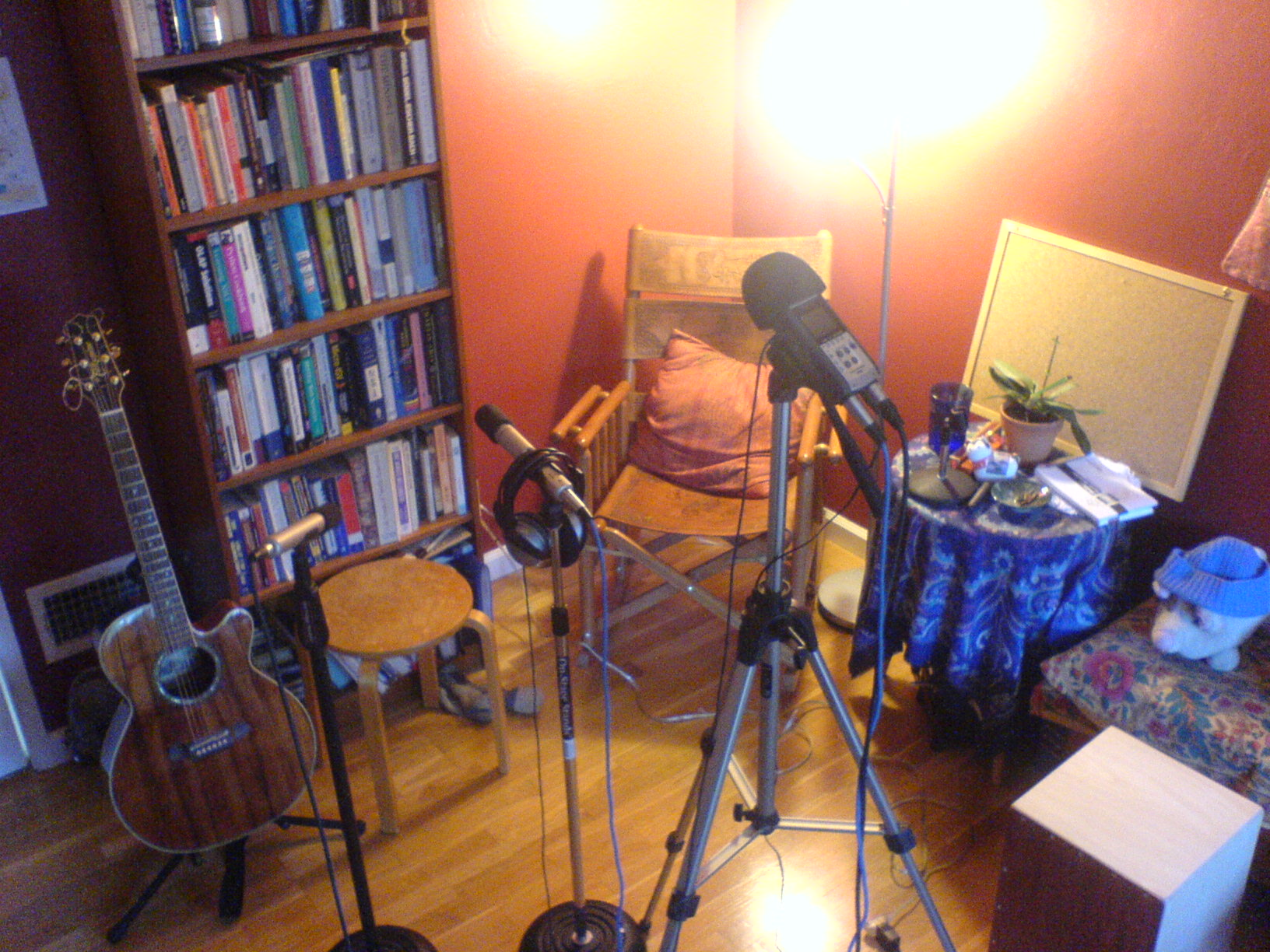
H4n v použití nahrávání jak z vestavěných mikrofonů (s molitanovým krytem), tak XLR vstupu.

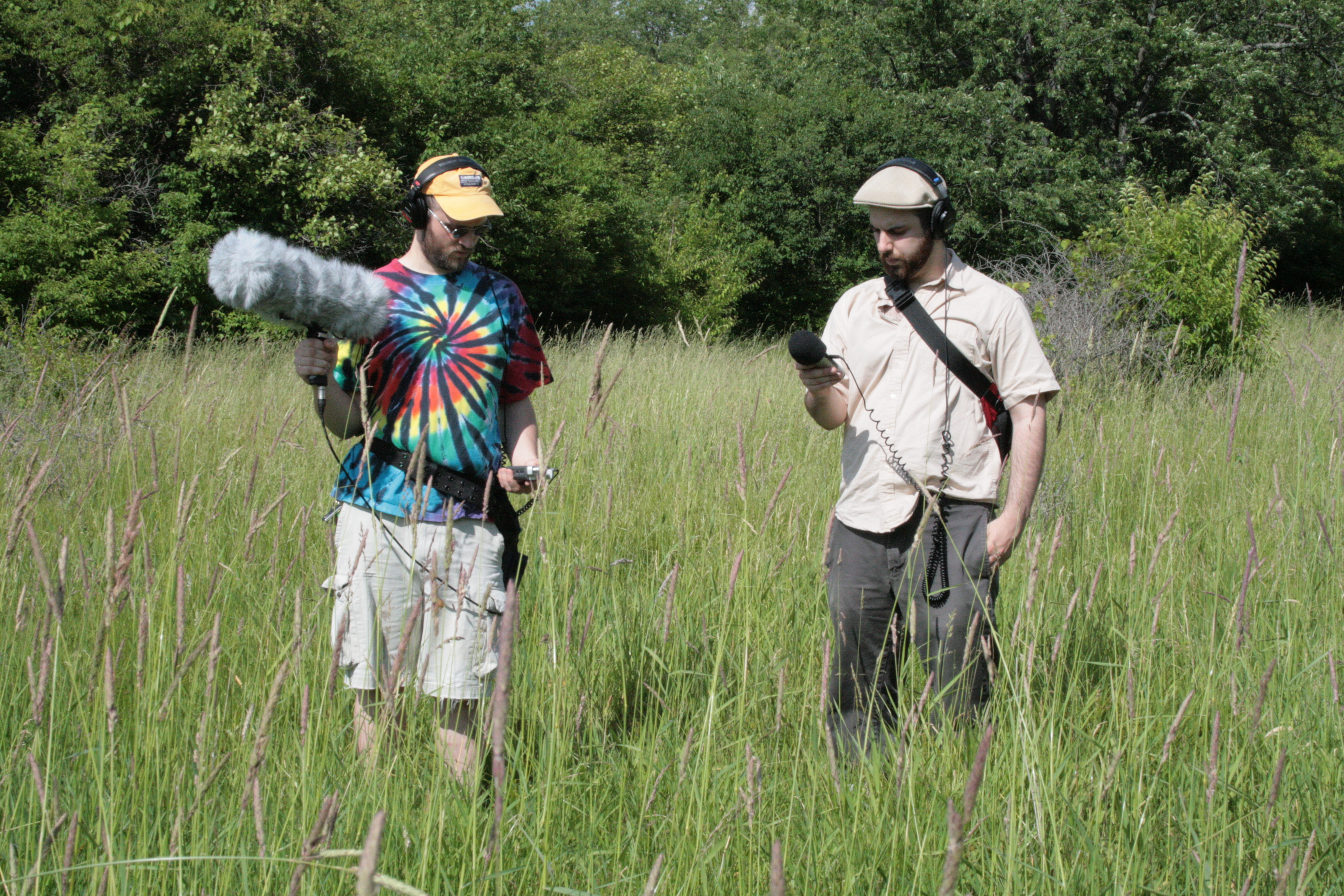
H4n v použití nahrávání okolní atmosféry z interních mikrofonů i externího mikrofonu.

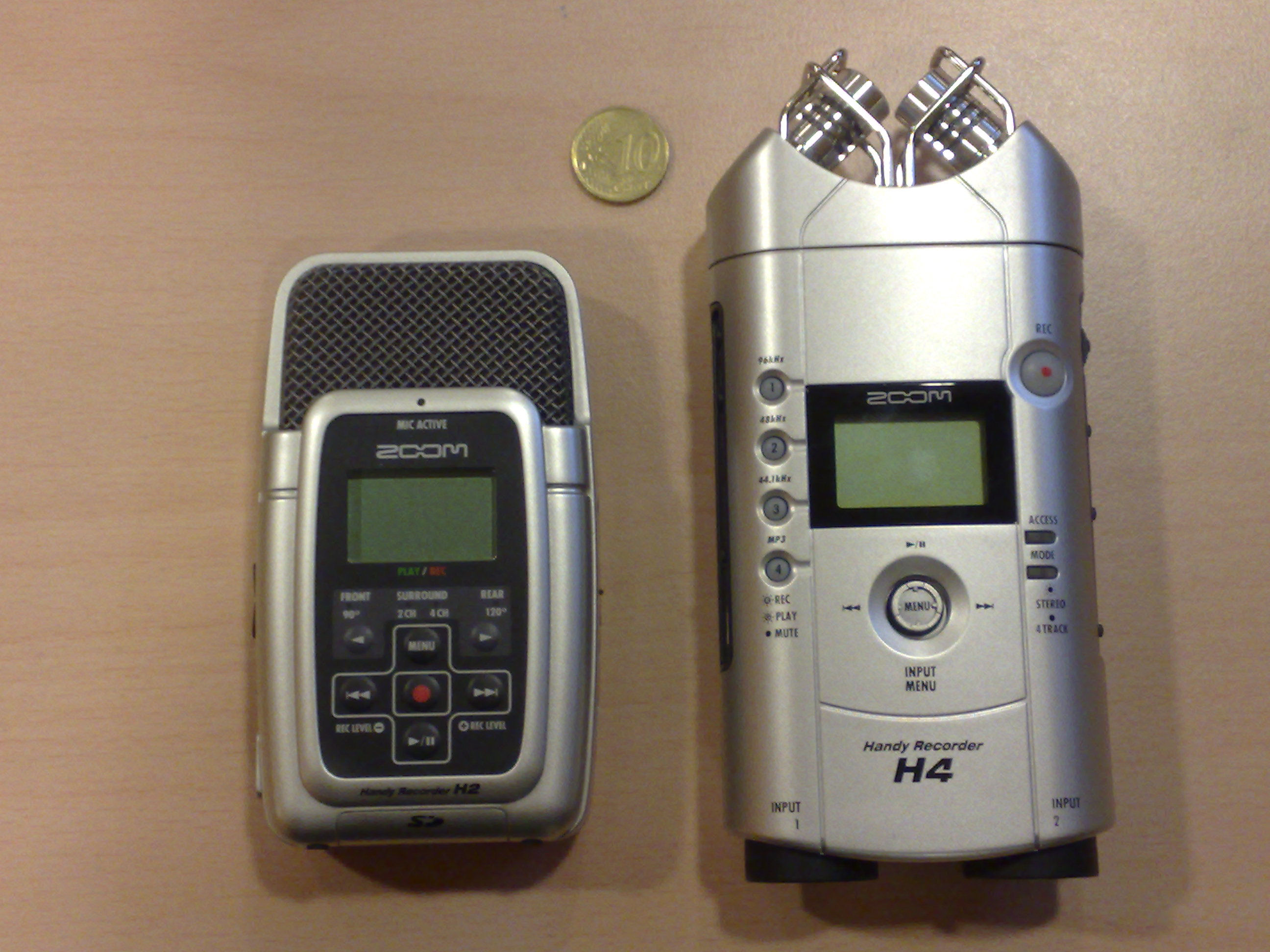
Nižší modely firmy Zoom – H2 a H4.

Zoom H4n je digitální zvukový rekordér vyráběný firmou Zoom. Na trh se dostal v únoru 2009 jako nástupce modelu H4. Stejně jako H4 má H4n vestavěné kondenzátorové mikrofony postavené do stereo pozice X/Y a dva kombinované vstupy pro trojžilné kabely XLR a 1/4" (tj. velké) stereo jacky.
H4n se hojně využívá pro nahrávání hudebních nástrojů, má možnost čtyřkanálového nahrávání (mód multi-track); dále pomůcky jako metronom, vestavěný tuner – ladičku pro až šestistrunné nástroje, pro něž má též několik efektů (low-cut filter, kompresor, limiter, automatické nastavení nahrávací úrovně a další).
Jako příruční rekordér je H4n (např. v porovnání s digitálními záznamníky) docela větších rozměrů i hmotnosti. Má pogumované strany pro lepší držení v ruce. Nastavení a ostatní důležité údaje zobrazuje na maticovém displeji. Může být použit jako diktafon, ale častější využití i popularitu získal jako nahrávací zařízení zvuku pro točení s DSLR a též pro podcasting a vlogging. Vestavěné mikrofony jsou orientovány pro eliminaci stereo fáze a mají nastavitelný úhel záběru.
H4n může nahrávat do MP3 ve frekvencích 44,1; 48 a WAVu navíc ve 96 kHz a to s 16- či 24bitovou kvantizací. Nahrává na karty SD, na nichž umožňuje vybírat složky i konvenci pojmenování souborů. Nastavení vstupů a všeho ostatního probíhá přes tlačítko MENU a otočný jogger; podle reakcí uživatelů tohoto zařízení je struktura menu a nastavení hodnocena jako poměrně přehledná. Na 2 alkalické baterie vydrží H4n podle výrobce 6 až 11 hodin.

## Technická specifikace
- režimy nahrávání
  - stereo
  - čtyřkanálový (4CH)
  - MTR
- formáty: WAV, MP3
- kvalita záznamu:
  - MP3 (bitráž 48, 56, 64, 80, 96, 112, 128, 160, 192, 224, 256, 320 kbit/s, VBR, 44,1 nebo 48 kHz)
  - WAV (frekvence 44,1; 48, 96 kHz)
  - kvantizace: 16 nebo 24 bitů (vnitřní processing je 32bitový)
- vnitřní A/D, D/A konverze
  - 24 bitů
  - 128× oversampling
- mikrofony
  - typ: kondenzátorový, nesměrový
  - nastavitelný úhel záběru 90°, 120°
- vstupy
  - 2× kombinovaný XLR nebo 1/4" jack
  - 1/8" jack (mic-in)
  - malý jack pro drátové dálkové ovládání
- výstupy
  - 3,5 jack (line-out)
  - zabudovaný reproduktor (0,4 W)
- displej
  - typ: maticový LCD
  - úhlopříčka 1,9"
  - rozlišení 128×64 bodů
  - možnost podsvícení
- jiné indikace
  - 3 diody indikující režim nahrávání
  - průsvitná tlačítka vstupu indikující ořez signálu (clipping)
- paměťové médium
  - SD karta (doporučeno class 6 a vyšší; kapacita 16 MiB až 2 GiB, vyšší firmware podporuje SDHC)
  - možnost přenosu dat do počítače přes USB kabel (typ USB mini-B, verze 2.0)
- napájení
  - 5 V DC IN (přes dodávaný síťový adaptér)
  - 2× AA baterie (doporučeno alkalické)
  - životnost baterií: 6 hodin (normální režim), 11 hodin (režim STAMINA)
- fantomové napájení: 24 V, 48 V, OFF (možno nastavit)
- rozměry
  - šířka: 70 mm
  - výška: 156,3 mm
  - hloubka: 35 mm
- hmotnost: 280 g (bez baterií)
- tlačítka
  - OFF/ON
  - +/- úroveň nahrávání
  - postranní MENU a stlačitelný jezdec/jogger, který vybírá položky nabídky
  - ovládání: REC, PLAY, STOP, FF, REW
  - volba vstupu: CH1, CH2, MIC
  - 4 rychlá tlačítka pro vybrané volby v menu
- ostatní
  - závit do fotografických stativů
  - provlékací otvor na ruční smyčku nebo přívěsek